# Czarni Witnica
Czarni Browar Witnica – polski klub piłkarski założony w 1945 r. w Witnicy. Występuje w sezonie 2024/2025 w rozgrywkach IV ligi, grupa lubuska. Nazwę Czarni przyjął 12 lutego 1957 r., a prezesem został wówczas wybrany Erwin Sztolc.

## Sukcesy
- 12. miejsce w III lidze – 1997/1998
- I runda Pucharu Polski – 1997/1998
- Puchar Polski OZPN Gorzów Wlkp. – 1996/1997, 1997/1998

## Stadion
Czarni domowe mecze rozgrywają na Stadionie Miejskim w Witnicy. Dane techniczne obiektu:
- pojemność: 2600 (900 miejsc siedzących)
- oświetlenie: 650 lux
- wymiary boiska: 105 m x 67 m

## Sezon po sezonie Czarnych Witnica
| Sezon     | Liga                                              | Miejsce | Punkty | Bramki | Uwagi                                       |
| --------- | ------------------------------------------------- | ------- | ------ | ------ | ------------------------------------------- |
| 1946/1947 | Klasa C                                           |         |        |        | występy pod nazwą KS Witnica                |
| 1947/1948 | Klasa C                                           | 3       | 8      | 13-14  | występy pod nazwą KS Witnica                |
| 1948/1949 | Klasa C                                           | 3       | 8      | 15-19  | występy pod nazwą SKS Witnica               |
| 1949/1950 | Klasa C                                           |         |        |        | występy pod nazwą ZKS Unia Witnica          |
| 1950      | Klasa Powiatowa (Gorzów Wielkopolski)             | 3       | 11     | 22-18  | występy pod nazwą ZKS Unia Witnica          |
| 1951      | Klasa Powiatowa (Gorzów Wielkopolski)             |         |        |        | występy pod nazwą ZKS Unia Witnica          |
| 1952      | Klasa Wojewódzka                                  | 5       | 9      | 22-57  | występy pod nazwą ZKS Unia Witnica          |
| 1953      | Klasa B (Gorzów Wielkopolski)                     | 3       | 25     | 46-33  | występy pod nazwą ZKS Unia Witnica          |
| 1954      | Klasa B (Gorzów Wielkopolski)                     |         |        |        | występy pod nazwą ZKS Unia Witnica          |
| 1955      | Klasa A (Zielona Góra)                            | 6       | 17     | 29-32  | występy pod nazwą ZKS Budowlani Witnica     |
| 1956      | Klasa A (Zielona Góra)                            | 7       | 16     | 43-41  | występy pod nazwą KS Chrobry Witnica        |
| 1957      | Klasa A (Zielona Góra)                            | 2       | 24     | 47-36  | występy pod nazwą KS Czarni Witnica         |
| 1958      | Klasa A (Zielona Góra)                            | 6       | 11     | 27-35  | występy pod nazwą KS Czarni Witnica         |
| 1959      | Klasa A (Zielona Góra)                            | 7       | 21     | 51-56  | występy pod nazwą KS Czarni Witnica         |
| 1960      | Klasa A (Zielona Góra)                            |         |        |        | występy pod nazwą KS Czarni Witnica         |
| 1960/1961 | Klasa A (Zielona Góra)                            | 6       | 17     | 39-35  | występy pod nazwą KS Czarni Witnica         |
| 1961/1962 | Klasa A (Zielona Góra)                            | 5       | 24     | 51-37  | występy pod nazwą KS Czarni Witnica         |
| 1962/1963 | Klasa A (Zielona Góra)                            | 7       | 21     | 31-30  | występy pod nazwą KS Czarni Witnica         |
| 1963/1964 | Klasa A (Zielona Góra)                            | 5       | 29     | 62-43  | występy pod nazwą KS Czarni Witnica         |
| 1964/1965 | Klasa A (Zielona Góra)                            | 1       | 35     | 54-25  | występy pod nazwą KS Czarni Witnica         |
| 1965/1966 | Klasa Okręgowa (Zielona Góra)                     | 12      | 15     | 25-47  | występy pod nazwą KS Czarni Witnica         |
| 1966/1967 | Klasa Okręgowa (Zielona Góra)                     | 12      | 12     | 30-56  | występy pod nazwą KS Czarni Witnica         |
| 1967/1968 | Klasa A (Zielona Góra)                            | 2       | 34     | 54-21  | występy pod nazwą KS Czarni Witnica         |
| 1968/1969 | Klasa A (Zielona Góra)                            | 2       | 30     | 48-25  | występy pod nazwą KS Czarni Witnica         |
| 1969/1970 | Klasa A (Zielona Góra)                            | 6       | 29     | 73-58  | występy pod nazwą KS Czarni Witnica         |
| 1970/1971 | Klasa A (Zielona Góra)                            | 9       | 19     | 28-44  | występy pod nazwą KS Czarni Witnica         |
| 1971/1972 | Klasa A (Zielona Góra)                            | 4       | 37     | 65-32  | występy pod nazwą KS Czarni Witnica         |
| 1972/1973 | Klasa A (Zielona Góra)                            | 7       | 22     | 41-59  | występy pod nazwą KS Czarni Witnica         |
| 1973/1974 | Klasa A (Zielona Góra)                            | 14      | 18     | 30-69  | występy pod nazwą KS Czarni Witnica         |
| 1974/1975 | Klasa A (Gorzów Wielkopolski)                     | 9       | 19     | 36-41  | występy pod nazwą KS Czarni Witnica         |
| 1975/1976 | Klasa B gr. I (Gorzów Wielkopolski)               | 4       | 33     | 72-41  | występy pod nazwą KS Czarni Witnica         |
| 1976/1977 | Klasa B (Gorzów Wielkopolski)                     | 3       | 30     | 72-41  | występy pod nazwą KS Czarni Witnica         |
| 1977/1976 | Klasa B (Gorzów Wielkopolski)                     |         |        |        | występy pod nazwą KS Czarni Witnica         |
| 1978/1979 |                                                   |         |        |        | występy pod nazwą KS Czarni Witnica         |
| 1979/1980 |                                                   |         |        |        | występy pod nazwą KS Czarni Witnica         |
| 1980/1981 | Klasa A (Gorzów Wielkopolski)                     | 12      | 17     | 63-76  | występy pod nazwą KS Czarni Witnica         |
| 1981/1982 | Klasa B (Gorzów Wielkopolski)                     |         |        |        | występy pod nazwą KS Czarni Witnica         |
| 1982/1983 |                                                   |         |        |        | występy pod nazwą KS Czarni Witnica         |
| 1983/1984 | Klasa A (Gorzów Wielkopolski)                     | 6       | 31     |        | występy pod nazwą KS Czarni Witnica         |
| 1984/1985 | Klasa A (Gorzów Wielkopolski)                     | 4       | 27     |        | występy pod nazwą KS Czarni Witnica         |
| 1985/1986 | Klasa A (Gorzów Wielkopolski)                     |         |        |        | występy pod nazwą KS Czarni Witnica         |
| 1986/1987 | Klasa Okręgowa (Gorzów Wielkopolski)              | 7       | 27     |        | występy pod nazwą KS Czarni Witnica         |
| 1987/1988 | Klasa Okręgowa (Gorzów Wielkopolski)              | 6       | 26     |        | występy pod nazwą KS Czarni Witnica         |
| 1988/1989 | Klasa Okręgowa (Gorzów Wielkopolski)              |         |        |        | występy pod nazwą KS Czarni Witnica         |
| 1989/1990 | Klasa Okręgowa (Gorzów Wielkopolski)              | 16      | 9      |        | występy pod nazwą KS Czarni Witnica         |
| 1990/1991 | Klasa A (Gorzów Wielkopolski)                     | 2       | 36     | 48-25  | występy pod nazwą KS Czarni Witnica         |
| 1991/1992 |                                                   |         |        |        | występy pod nazwą KS Czarni Witnica         |
| 1992/1993 | Klasa A (Gorzów Wielkopolski)                     | 1       | 42     | 68-17  | występy pod nazwą KS Czarni Witnica         |
| 1993/1994 | Klasa Okręgowa (Gorzów Wielkopolski)              | 2       | 53     | 93-24  | występy pod nazwą MKS Czarni Browar Witnica |
| 1994/1995 | IV liga (grupa Poznań, Gorzów Wielkopolski)       | 4       | 40     |        | występy pod nazwą MKS Czarni Browar Witnica |
| 1995/1996 | IV liga (Gorzów Wielkopolski)                     | 3       | 56     |        | występy pod nazwą MKS Czarni Browar Witnica |
| 1996/1997 | IV liga (Gorzów Wielkopolski)                     | 1       | 66     |        | występy pod nazwą MKS Czarni Browar Witnica |
| 1997/1998 | III liga (grupa Szczecin)                         | 12      | 41     | 49-51  | występy pod nazwą MKS Czarni Browar Witnica |
| 1998/1999 | IV liga (grupa Poznań, Gorzów Wielkopolski, Piła) | 14      | 31     | 33-59  | występy pod nazwą MKS Czarni Browar Witnica |
| 1999/2000 | IV liga (grupa Poznań, Gorzów Wielkopolski, Piła) | 13      | 39     | 42-56  | występy pod nazwą MKS Czarni Browar Witnica |
| 2000/2001 | IV liga (grupa lubuska)                           | 9       | 55     | 68-52  | występy pod nazwą MKS Czarni Browar Witnica |
| 2001/2002 | IV liga (grupa lubuska)                           | 3       | 63     | 70-37  | występy pod nazwą MKS Czarni Browar Witnica |
| 2002/2003 | IV liga (grupa lubuska)                           | 9       | 46     | 55-53  | występy pod nazwą MKS Czarni Browar Witnica |
| 2003/2004 | IV liga (grupa lubuska)                           | 10      | 42     | 45-58  | występy pod nazwą MKS Czarni Browar Witnica |
| 2004/2005 | IV liga (grupa lubuska)                           | 4       | 56     | 61-38  | występy pod nazwą MKS Czarni Browar Witnica |
| 2005/2006 | IV liga (grupa lubuska)                           | 5       | 64     | 55-41  | występy pod nazwą MKS Czarni Browar Witnica |
| 2006/2007 | IV liga (grupa lubuska)                           | 4       | 51     | 54-36  | występy pod nazwą MKS Czarni Browar Witnica |
| 2007/2008 | IV liga (grupa lubuska)                           | 11      | 34     | 45-50  | występy pod nazwą MKS Czarni Browar Witnica |
| 2008/2009 | IV liga (grupa lubuska)                           | 10      | 39     | 43-48  | występy pod nazwą MKS Czarni Browar Witnica |
| 2009/2010 | IV liga (grupa lubuska)                           | 2       | 60     | 71-38  | występy pod nazwą MKS Czarni Browar Witnica |
| 2010/2011 | III liga (grupa dolnośląsko - lubuska)            | 15      | 12     | 21-72  | występy pod nazwą MKS Czarni Browar Witnica |
| 2011/2012 | IV liga (grupa lubuska)                           | 7       | 44     | 48-43  | występy pod nazwą MKS Czarni Browar Witnica |
| 2012/2013 | IV liga (grupa lubuska)                           | 4       | 48     | 56-45  | występy pod nazwą MKS Czarni Browar Witnica |
| 2013/2014 | IV liga (grupa lubuska)                           | 3       | 56     | 51-36  | występy pod nazwą MKS Czarni Browar Witnica |
| 2014/2015 | IV liga (grupa lubuska)                           | 13      | 30     | 24-41  | występy pod nazwą MKS Czarni Browar Witnica |
| 2015/2016 | IV liga (grupa lubuska)                           | 7       | 48     | 52-36  | występy pod nazwą MKS Czarni Browar Witnica |
| 2016/2017 | IV liga (grupa lubuska)                           | 13      | 36     | 40-67  | występy pod nazwą MKS Czarni Browar Witnica |
| 2017/2018 | IV liga (grupa lubuska)                           | 6       | 46     | 48-38  | występy pod nazwą MKS Czarni Browar Witnica |
| 2018/2019 | IV liga (grupa lubuska)                           | 12      | 35     | 44-65  | występy pod nazwą MKS Czarni Browar Witnica |
| 2019/2020 | Klasa okręgowa (grupa Gorzów Wielkopolski)        | 1       | 36     | 51-18  |                                             |
| 2020/2021 | IV liga (grupa lubuska)                           | 8       | 57     | 54-59  |                                             |
| 2021/2022 | IV liga (grupa lubuska)                           | 18      | 34     | 32-68  |                                             |
| 2022/2023 | Klasa okręgowa (grupa Gorzów Wielkopolski)        | 3       | 63     | 81-32  |                                             |
| 2023/2024 | Klasa okręgowa (grupa Gorzów Wielkopolski)        | 2       | 76     | 121-43 |                                             |
| 2024/2025 | IV liga (grupa lubuska)                           | 18      | 10     | 26-90  |                                             |

## Czarni Witnica w III lidze
| Lp | III LIGA 1997/98             | Mecze | Punkty | Bramki | Dom | Wyjazd |
| -- | ---------------------------- | ----- | ------ | ------ | --- | ------ |
| 1  | Stal Stocznia Szczecin       | 34    | 75     | 64-19  | 1:1 | 0:3    |
| 2  | Gwardia Koszalin             | 34    | 69     | 59-27  | 1:2 | 0:2    |
| 3  | Amica II Wronki              | 34    | 66     | 83-42  | 0:2 | 0:1    |
| 4  | Polonia Słubice              | 34    | 66     | 62-36  | 0:2 | 1:1    |
| 5  | Flota Świnoujście            | 34    | 60     | 67-39  | 3:1 | 0:5    |
| 6  | Stilon Gorzów                | 34    | 59     | 53-27  | 0:1 | 0:2    |
| 7  | Lech II Poznań               | 34    | 59     | 75-47  | 3:7 | 0:2    |
| 8  | Dyskobolia II Grodzisk Wlkp. | 34    | 58     | 53-43  | 3:1 | 0:1    |
| 9  | Lubuszanin Drezdenko         | 34    | 54     | 53-36  | 1:1 | 0:1    |
| 10 | Błękitni Stargard            | 34    | 50     | 49-38  | 4:0 | 1:1    |
| 11 | LKS Luboń                    | 34    | 41     | 53-64  | 1:1 | 0:1    |
| 12 | Czarni Witnica               | 34    | 41     | 49-51  | -   | -      |
| 13 | Polonia Chodzież             | 34    | 41     | 42-56  | 5:1 | 0:0    |
| 14 | Leśnik Międzyzdroje          | 34    | 38     | 38-54  | 2:0 | 2:2    |
| 15 | Unia Swarzędz                | 34    | 25     | 41-83  | 6:3 | 0:2    |
| 16 | Kotwica Kołobrzeg            | 34    | 23     | 30-61  | 2:1 | 1:1    |
| 17 | Darłovia Darłowo             | 34    | 16     | 37-105 | 3:0 | 2:1    |
| 18 | Polonia Jastrowie            | 34    | 13     | 17-97  | 4:1 | 3:0    |